# 模反元素
模逆元（Modular multiplicative inverse）也称为模倒数、数论倒数。
一整数{\displaystyle a}對同餘{\displaystyle n}之模反元素是指滿足以下公式的整數{\displaystyle b}
{\displaystyle a^{-1}\equiv b{\pmod {n}}.}
也可以寫成
{\displaystyle ab\equiv 1{\pmod {n}}.}
或者
{\displaystyle ab\mod {n}=1}
整数{\displaystyle a}對模数{\displaystyle n}之模反元素存在的充分必要條件是{\displaystyle a}和{\displaystyle n}互質，若此模反元素存在，在模数{\displaystyle n}下的除法可以用和對應模反元素的乘法來達成，此概念和實數除法的概念相同。

## 求模反元素

### 用扩展欧几里得算法
设{\displaystyle \mathrm {exgcd} (a,n)}為扩展欧几里得算法的函数，則可得到{\displaystyle ax+ny=g}，{\displaystyle g}是{\displaystyle a}, {\displaystyle n}的最大公因数。

#### 若g=1
则该模反元素存在，根據結果{\displaystyle ax+ny=1}
在{\displaystyle {\bmod {n}}}之下，{\displaystyle ax+ny\equiv ax\equiv 1}，根據模反元素的定義{\displaystyle a\cdot a^{-1}\equiv 1}，此時{\displaystyle x}即為{\displaystyle a}关于模{\displaystyle n}的其中一個模反元素。
事實上，{\displaystyle x+kn(k\in \mathbb {Z} )} 都是{\displaystyle a}关于模{\displaystyle n}的模反元素，這裡我們取最小的正整數解{\displaystyle x\mod n}（{\displaystyle x<n}）。

#### 若 g≠1
则该模反元素不存在。
因為根據結果{\displaystyle ax+ny\neq 1}，在{\displaystyle {\bmod {n}}} 之下，{\displaystyle ax\equiv g(g<n)}不會同餘於{\displaystyle 1}，因此滿足{\displaystyle a\cdot a^{-1}\equiv 1}的{\displaystyle a^{-1}}不存在。

### 用歐拉定理
歐拉定理證明當{\displaystyle a,n}為兩個互質的正整數時，則有{\displaystyle a^{\varphi (n)}\equiv 1{\pmod {n}}}，其中{\displaystyle \varphi (n)}為歐拉函數（小於{\displaystyle n}且與{\displaystyle n}互質的正整數個數）。
上述結果可分解為{\displaystyle a^{\varphi (n)}=a\cdot a^{\varphi (n)-1}\equiv 1{\pmod {n}}}，其中{\displaystyle a^{\varphi (n)-1}}即為{\displaystyle a}關於模{\displaystyle n}之模反元素。

## 举例
求整数3对同余11的模逆元素{\displaystyle x},
{\displaystyle x\equiv 3^{-1}{\pmod {11}}}
上述方程可变换为
{\displaystyle 3x\equiv 1{\pmod {11}}}
在整数范围{\displaystyle \mathbb {Z} _{11}}内，可以找到满足该同余等式的{\displaystyle x}值为4，如下式所示
{\displaystyle 3(4)=12\equiv 1{\pmod {11}}}
并且，在整数范围{\displaystyle \mathbb {Z} _{11}}内不存在其他满足此同余等式的值。

故，整数3对同余11的模逆元素为4。

一旦在整数范围{\displaystyle \mathbb {Z} _{11}}内找到3的模逆元素，其他在整数范围{\displaystyle \mathbb {Z} } 内满足此同余等式的模逆元素值便可很容易地写出——只需加上{\displaystyle m=11} 的倍数便可。

综上，所有整数3对同余11的模逆元素x可表示为
{\displaystyle 4+(11\cdot z),z\in \mathbb {Z} }
即 {..., −18, −7, 4, 15, 26, ...}.